# Mario Jiménez (calciatore 1959)
Mario Jiménez (26 maggio 1959) è un ex calciatore colombiano, di ruolo portiere.

## Carriera

### Nazionale
Venne convocato per la Copa América 1987, non disputando però alcuna partita.